# Sonic the Hedgehog Spinball
Sonic the Hedgehog Spinball ist ein Action-Computerspiel, das von Sega Technical Institute sowie von Polygames entwickelt und von Sega erstmals in Europa am 15. November 1993 für das Sega Mega Drive veröffentlicht wurde. Dabei spielt man Sonic the Hedgehog größtenteils in Kugelform und manövriert ihn durch Flipperautomat-artige Level. Das Spiel wurde für mehrere Systeme mit unterschiedlichen Grafikdarstellungen, aber weitestgehend identischen Inhalt veröffentlicht.
Ein indirekter Nachfolger ist Sonic Pinball Party (2003).

## Handlung
Der abtrünnige Wissenschaftler Dr. Ivo Robotnik hat auf dem aktiven Vulkan Mt. Mobius seine neue Festung gebaut, um die Naturgewalten und das Magma für seine Zwecke nutzen zu können. Die Vulkanaktivitäten kontrolliert und reguliert er dabei mit Hilfe der Chaos Emeralds. Sonic und Tails fliegen mit dem Doppeldecker Tornado auf die Festung zu, werden jedoch von Dr. Robotniks Laser-Abwehrstrahlen getroffen und stürzen ab. Sonic kann sich zum Abwasserbereich der Festung retten und beginnt, diese zu infiltrieren.
Nachdem Sonic die Chaos Emeralds eingesammelt hat, setzt er damit die Naturgewalten frei, um die Festung zu zerstören. Außerdem wird Dr. Robotnik in seinem Fluchtvehikel aufgehalten. Tails kann mit einem gekonnten Flugmanöver Sonic wieder in die Tornado aufnehmen und so der Zerstörung entkommen.

## Gameplay
In Sonic the Hedgehog Spinball übernimmt der Spieler die Kontrolle über den blauen Igel Sonic, der diesmal nur in Ausnahmefällen überhaupt Boden unter den Füßen hat. Meist befindet sich Sonic in seiner Spin Attack-Form und wird mit Flipperhebeln, die der Spieler auf Knopfdruck betätigen kann, entsprechend geschleudert. In der Luft befindlich kann Sonic leicht in die jeweilige Richtung gesteuert werden. Fällt er in einen tödlichen Abgrund, verliert er ein Extraleben, von denen man zu Spielbeginn drei besitzt. Sammelt man 20.000.000 Punkte, die durch alle möglichen Aktionen zustande kommen, erhält man ein weiteres Extraleben.
Das Spiel besteht aus vier Zonen (Toxic Caves, Lava Powerhouse, The Machine und Showdown), die als Level definiert werden können, in denen man die Chaos Emeralds finden und einsammeln muss. Am Ende jeder Zone kommt es zudem zu einem Kampf gegen Dr. Robotnik und eine seiner tödlichen Maschinen. Nach den ersten drei Zonen wartet zudem eine Bonus Stage, in der man sich weitere Punkte verdienen kann.

## 8-Bit-Version
Anders als bei den Jump-’n’-Runs, bei denen die 8-Bit-Varianten als komplett eigene Spiele angesehen werden müssen, stellen die Sega-Game-Gear- und Sega-Master-System-Versionen von Sonic the Hedgehog Spinball möglichst detailtreue Kopien mit schwächerer Grafik und Sound sowie angepasster Bonus Stage dar. In Japan wurden weder die Game-Gear- noch die Master-System-Version jemals veröffentlicht; die USA verzichtete zudem auf die Master-System-Variante.

## Entwicklung
Nach der Fertigstellung von Sonic the Hedgehog 2 (1992) wurde das Sega Technical Institute in ein amerikanisches Team, welches mit der Entwicklung von Sonic the Hedgehog Spinball begann, und in ein japanisches Team, welches Sonic the Hedgehog 3 entwickeln sollte, aufgeteilt. Inspiriert von Passagen der Spring Yard Zone und der Casino Night Zone bekam Entwickler Peter Morawiec die Idee für Sonic the Hedgehog Spinball.
Ziel aus Segas Sicht war eine Veröffentlichung für das Weihnachtsgeschäft 1993. Für die rechtzeitige Fertigstellung wurde Entwickler Katsuhiko Sato aus Japan in die USA eingeflogen. Aufgrund technischer Probleme wurde die Programmiersprache von Assembler zu C geändert, was zur Zeit des Sega Mega Drive eher unüblich war, aber die pünktliche Veröffentlichung sicherstellte.

## Neuveröffentlichungen und Nachfolger

### Neuveröffentlichungen 16-Bit-Version
Die 16-Bit-Version von Sonic the Hedgehog Spinball für das Sega Mega Drive war im Jahre 2001 abgeändert mit geringerem Bildausschnitt auf dem Sega Smash Pack für den Game Boy Advance enthalten. Auf der Sonic Mega Collection (2003 Nintendo GameCube) und Sonic Mega Collection Plus (2004 PlayStation 2, Xbox, PC) befand sich diese Version ebenso, ehe sie auf der Virtual Console der Nintendo Wii erneut erschien. Sie war zudem Teil der Sega Mega Drive Ultimate Collection (2009 PlayStation 3, Xbox 360), Sonic PC Collection (2009, PC) und Sega Mega Drive Classics (2010 für PC, 2018 für PlayStation 4, Xbox One, Nintendo Switch). Die im Jahre 2010 erschienene iOS-Version wurde 2015 zusammen mit anderen Sega-Spielen wieder aus dem Store entfernt. Ab dem 22. April 2022 war Sonic the Hedgehog Spinball im Nintendo Switch Online Erweiterungspaket enthalten.

### Neuveröffentlichungen 8-Bit-Version
Die Game-Gear-Version von Sonic the Hedgehog Spinball war auf Sonic 2 in 1 (1995 Sega Game Gear), Sonic Adventure DX: Director’s Cut (2003 Nintendo GameCube, PC), Sonic Gems Collection (2005 Nintendo GameCube, PlayStation 2), Sonic PC Collection (2009, PC) und Sonic Origins Plus (2023) erneut enthalten. Die Sega Master System-Version wurde nicht erneut umgesetzt.

### Nachfolger
Einen indirekten Nachfolger stellt das 2003 erschienene Sonic Pinball Party für den Game Boy Advance dar, welches aber anders als Sonic the Hedgehog Spinball reguläre Flippertische enthält.

## Rezeption
Sonic the Hedgehog Spinball erhielt gemischte Wertungen. Gelobt wurde die grafische Präsentation und die Idee, Kritik gab es in erster Linie für die kurze Spieldauer und für Frameeinbrüche. Bei Neuveröffentlichungen z. B. für die Nintendo Wii fielen die Wertungen tendenziell niedriger aus.

„Jeder, der schon mal ein paar Mark in einen echten Flipper investiert hat, wird Sonic Spinball lieben. Trotz der ultra-abgefahrenen Spielelemente ist Sonic Spinball immer noch ein toll spielbarer Flipper. Daran ändert auch die Lenkbarkeit der Kugel nicht. Anfangs kommt Ihr sogar ohne Steuerung recht weit, in späteren Levels solltet Ihr die Lenkung jedoch öfters einsetzen. Um Mißverständnissen vorzubeugen: Die Steuerung funktioniert nur in einem kleinen Rahmen, so ausgeprägt wie in den Jump'n'Runs ist sie nicht. Zur Unterhaltung trägt auch die witzige Begleitmusik bei. Sie ist oft etwas schräg, paßt jedoch immer prima zur Flipper-Action. Meist erhaltet Ihr die nötigen Informationen ja per Textbalken, ab und zu ist jedoch etwas Grips gefragt, wenn's um trickreiche Wege zum nächsten Bonus geht. Eigentlich fallen nur zwei Punkte negativ auf: Durch die ausladenden Levels geht öfters die Orientierung verloren. Außerdem hätte ich mir das Zielen mit den Flippern etwas präziser gewünscht. Trotzdem führt Sonic Spinball zusammen mit Devil Crash die Liste der Konsolen-Flipper an.“

„Ganz rasant! Der Bildschirm scrollt wie der Blitz und Sonic ist mehr als Kugel zu erkennen als sonst was. Die kleinen Plattformelemente machen außerdem noch sehr viel Spaß und unterscheiden Sonic Spinball von herkömmlichen Flippergames. Ihr müßt es unbedingt einmal antesten, ganz besonders im Freundeskreis, es spielt sich nämlich sehr gut und macht Spaß!“

Auf dem Sega Mega Drive hat sich das Spiel ca. 1 Million Mal verkauft.